# 天若有情II之天長地久
《天若有情II之天長地久》是一部於1993年上映的香港電影，由陳木勝和杜琪峯分別擔任導演和監製，林迪安、馬玉成和胡智龍任動作設計，以及由郭富城、吳倩蓮、郭晉安和黃秋生擔任主演，此電影為《天若有情三部曲系列》中的第二部。
此電影在香港上映的天數和票房收入分別為21天和914萬，總票房排名第56位。

## 劇情
小倩（吳倩蓮飾）為救其弟而偷渡來港，在首次出賣肉體前，捲入黑幫仇殺，得飛車黨阿富（郭富城飾）所救。富生於富有但破碎的家庭，為人鬱鬱寡歡，但被小倩積極樂觀性格所啟發，正當墮入愛河之際，倩離開了富為免其受黑幫禍及，富卻無條件付上生命，最後勝出飛車比賽去送船途中不幸被黑幫手下所殺，老差骨標叔（關海山飾）善意謊言之下送倩上船回鄉，帶著不能實現的願望回去。

## 演員
| 演員   | 角色             | 粵語配音 |
| 郭富城 | 阿 富            | 陳嘉輝   |
| 吳倩蓮 | 小 倩            | 吳小藝   |
| 郭晉安 | 招 積            | 郭晉安   |
| 黃秋生 | 恐 龍            | 黃秋生   |
| 何家駒 | 洪 駒            | 黃志成   |
| 秦 沛  | 張先生－阿富之父 | 黃子敬   |
| 關海山 | 標叔             | 關海山   |
| 韓義生 | 肥波             | 陸頌愚   |
| 梁十一 | 小妖             |          |
| 吳 回  | 文叔             | 陸頌愚   |
| 謝偉傑 |                  |          |
| 張達明 |                  | 雷 霆    |
| 張榮祥 |                  |          |
| 葉先兒 |                  |          |
| 李兆基 | 基哥             | 黃子敬   |
| 麥兆輝 |                  |          |
| 王延明 |                  |          |
| 張旭燊 |                  |          |
| 謝志華 |                  |          |
| 吳少雄 |                  |          |

## 電影歌曲
| 曲別   | 歌名                     | 作曲   | 作詞              | 演唱者         |
| 主題曲 | 《就算是情人》           | 胡偉立 | 林夕              | 郭富城         |
| 主題曲 | 《如果今生不能和你一起》 | 胡偉立 | 清漣              | 郭富城         |
| 插曲   | 《再生亦只等待你》       | 胡偉立 | 小美              | 郭富城         |
| 插曲   | 《在我生命中有了你》     | 胡偉立 | 小美/編曲：黃尚偉 | 郭富城、吳倩蓮 |
| 插曲   | 《驟暖的緣份》           | 胡偉立 | 小美              | 郭富城、吳倩蓮 |

## 續集
- 1996年上映的《天若有情III之烽火佳人》，由劉德華、吳倩蓮、方中信等主演。

## 外部連結
- 開眼電影網上《天若有情II之天長地久》的資料（繁體中文）
- 豆瓣电影上《天若有情II之天長地久》的資料 （简体中文）
- 时光网上《天若有情II之天長地久》的資料（简体中文）
- AllMovie上《天若有情II之天長地久》的资料（英文）
- 爛番茄上《天若有情II之天長地久》的資料（英文）
- 香港影庫上《天若有情II之天長地久》的資料（繁體中文）
- 互联网电影数据库（IMDb）上《天若有情II之天長地久》的资料（英文）
- 小倩專頁~電影資料~天若有情II之天長地久（页面存档备份，存于）
- 太郎的電影部落格：天若有情2之天長地久 - 三區港版
- A Huei of 0914：天若有情2[永久]